# Брейткрейц, Христиан Фридрих
Христиан Фридрих Брейткрейц (нем. Christian Friedrich Breitkreutz, латыш. Kristiāns Frīdrihs Breitkreics; предположительно декабрь 1780 — 14 марта 1820, Рига) — лифляндский прибалтийско-немецкий архитектор.

## Биография
Достоверных сведений о времени и месте рождения Христиана Фридриха Брейткрейца не сохранилось. Предположительным годом рождения указывается 1780 или 1781 год. Также не сохранилось документальных свидетельств о семье архитектора и месте его учёбы. Искусствоведы находят в его работах влияние (на уровне заимствования) берлинской архитектурной школы.
После переезда из Германии работал в должности лифляндского губернского архитектора (1805—1820), коллежский секретарь (с 1816 года).
Награждён орденом св. Владимира 4-й степени (1818).

## Творчество
В первой половине XIX века широкое распространение получили «образцовые» проекты жилых домов, общественных, культовых и торговых зданий, созданные при непосредственном участии крупнейших столичных архитекторов. Брейткрейц занимался адаптацией этих проектов к своеобразной городской архитектурной среде.
При его участии были перестроены или вновь возведены восемнадцать жилых домов, главный корпус больничного комплекса в Саркандаугаве, таможенный пакгауз на улице Екаба (не сохранился), большой складской комплекс на улице Скарню (не сохранился), каретник на улице Маза Пилс (сохранился частично), постройки Русского двора, жилой дом на улице Паласта (перестроен), проект северной пристройки и сада в Рижском замке, Александро-Невская церковь, Церковь Иисуса.
|                             |  |                |  |                                                 |  |                                                         |
| Церковь Александра Невского |  | Церковь Иисуса |  | Жилой дом на улице Паласта (здание перестроено) |  | Каретник на улице Маза Пилс (пристройка к зданию лицея) |